# San Andrés Dinicuiti (kommun)
San Andrés Dinicuiti är en kommun i Mexiko.   Den ligger i delstaten Oaxaca, i den sydöstra delen av landet, 240 km sydost om huvudstaden Mexico City.
Följande samhällen finns i San Andrés Dinicuiti:
- Santa María Tutla
- San Andrés Dinicuiti
- San Antonio de León